# Max Taut

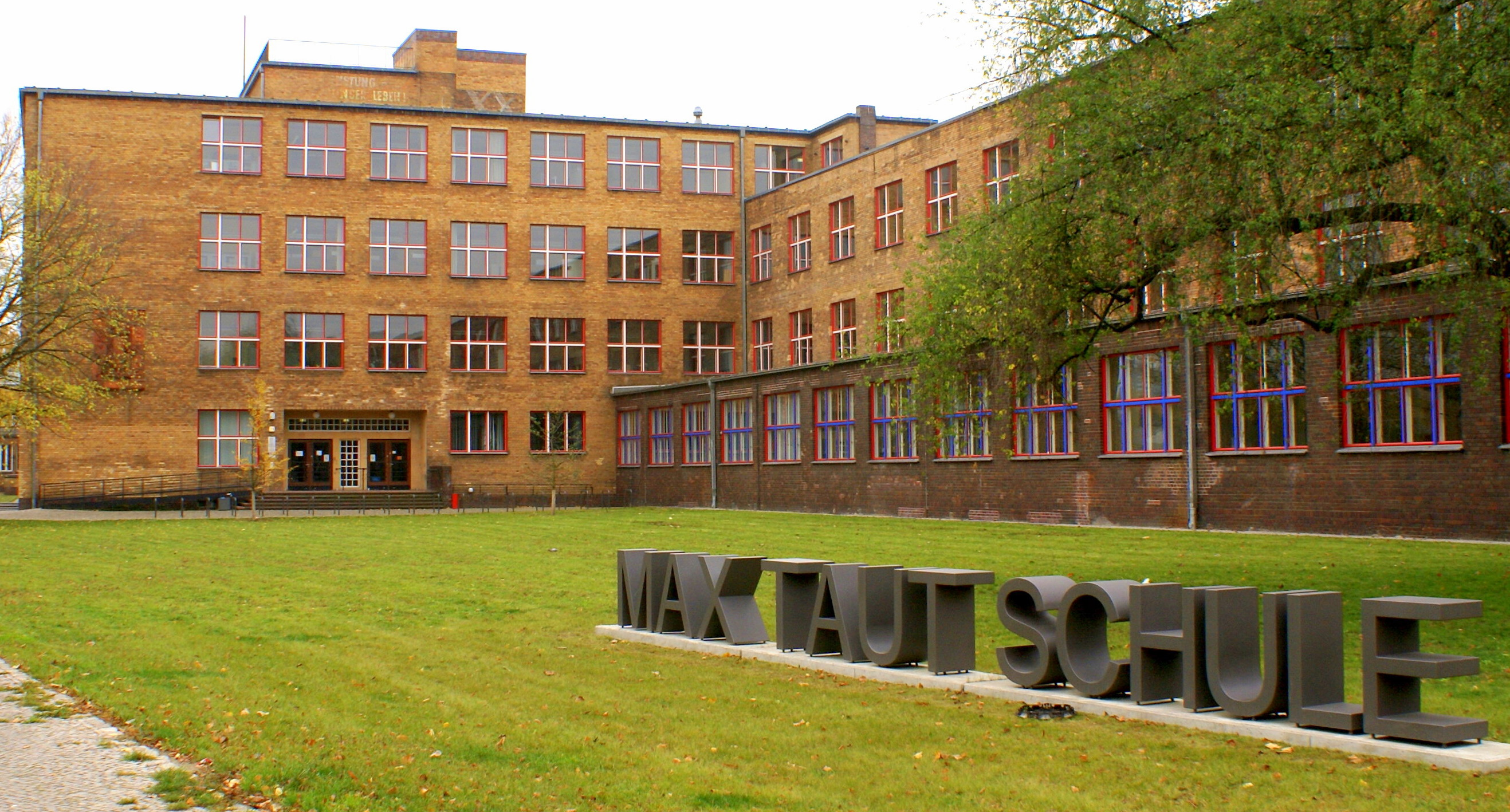
Schulkomplex in Berlin-Rummelsburg, Schlichtallee / Fischerstraße (1932)

Max Taut (* 15. Mai 1884 in Königsberg; † 26. Februar 1967 in Berlin) war ein deutscher Architekt, der zusammen mit seinem Bruder Bruno Taut und Franz Hoffmann ein Architekturbüro in Berlin unterhielt.

## Leben

### Familie

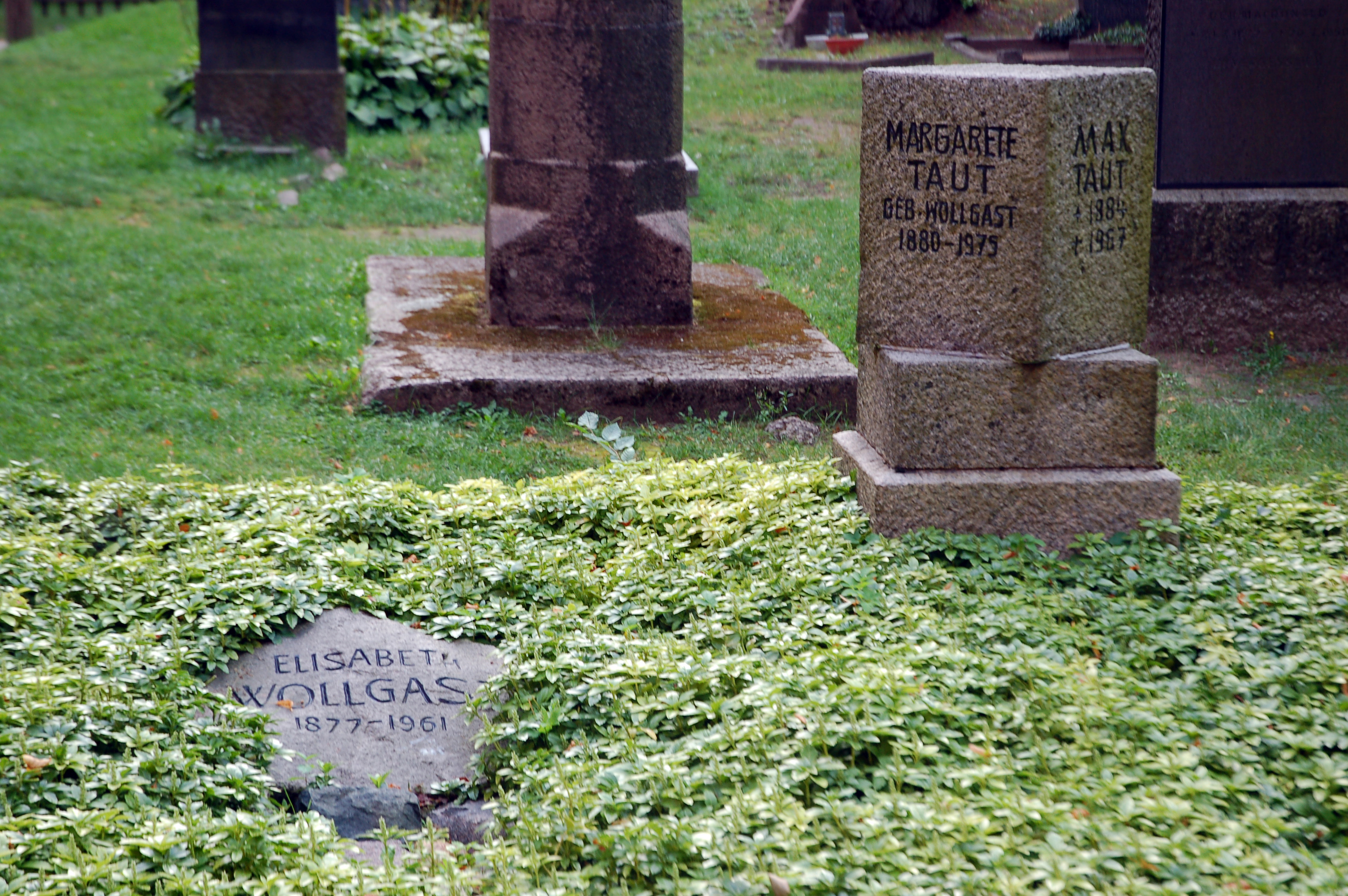
Grab von Max Taut auf dem Klosterfriedhof Chorin

Max Taut war der jüngste von drei Söhnen des Kaufmanns Julius Josef Taut (1844–1907) und Auguste Henriette Bertha Taut geb. Müller (1858–1933). Er heiratete 1914 Margarete Wollgast (1880–1975), die Tochter des Gastwirts und Schmiedes aus Chorin. Die Ehe dauerte bis zu Max’ Tod, blieb aber kinderlos. Da Max’ älterer Bruder Bruno Taut die ältere Schwester von Margarete, Hedwig Wollgast, heiratete, waren die Brüder gleichzeitig Schwippschwager. Max Taut ist auf dem Klosterfriedhof Chorin in der Gemeinde Chorin bei Eberswalde beerdigt.

### Erste Bauten nach der Ausbildung
Max Taut trat 1912 als Dritter in die 1909 gegründete Architektensozietät Taut & Hoffmann ein. 1919 wurde er in den Arbeitsausschuss des neu konstituierten Arbeitsrates für Kunst gewählt.
Max Taut wurde besonders in den 1920er-Jahren durch seine sachlichen Bürobauten für die Gewerkschaften bekannt. Er war Mitglied der Gläsernen Kette, der Novembergruppe und der avantgardistischen Architektenvereinigung des Zehnerrings. Max Taut war ein gern gesehener Gast auf der Insel Hiddensee und konnte dort zwischen 1922 und 1925 vier Sommerhäuser entwerfen und bauen, darunter ein 1923 gebautes rundes, das 1929 von der Schauspielerin Asta Nielsen gekauft und „Karusel“ genannt wurde. Keines der Häuser ist mit einem der anderen vergleichbar, aber alle sind in die Landschaft integriert. Das Verbandshaus der Deutschen Buchdrucker (1924–1926) in der Berliner Dudenstraße und das Warenhaus der Konsumgenossenschaften (1930–1933) am Oranienplatz gehören zu seinen wichtigsten Werken, die in der Berliner Denkmalliste enthalten sind.
1927 wurde ein Wettbewerb für den Neubau eines Schulkomplexes an der Schlichtallee/Fischerstraße in Berlin-Rummelsburg ausgeschrieben, an dem sich Hans Scharoun, Heinz Stoffregen, Max Taut und Peter Jürgensen beteiligten. Die Pläne von Taut wurden in den folgenden Jahren als Pilotprojekt einer Großschule umgesetzt. Der Großteil des Schulkomplexes, der zu den größten Schulneubauten der Weimarer Republik zählt, wurde 1932 fertiggestellt. Ein Oberstufenzentrum in dem Komplex heißt heute Max-Taut-Schule. Die Aula der Schule ist nach einer Sanierung (Kriegsbeschädigungen und mehr als 50 Jahre Bestand als Ruine) seit 2007 ein wichtiger Veranstaltungsort und kulturelles Zentrum des Berliner Bezirks Lichtenberg.
1933 wurde Max Taut aus politischen Gründen – ebenso wie sein Bruder Bruno – von der Beteiligung an allen öffentlichen Bauvorhaben ausgeschlossen und siedelte nach Chorin über.

### Nach dem Zweiten Weltkrieg
Nach dem Zweiten Weltkrieg begründete Taut 1945 gemeinsam mit Wilhelm Büning an der damaligen Hochschule der Künste (seit 2001 Universität der Künste Berlin) eine neue Architekturschule. Im Jahr 1946 wurde das Architekturbüro Taut & Hoffmann in Berlin-Charlottenburg, jedoch ohne Bruno Taut, wiedergegründet. Zu Max Tauts Nachkriegswerken gehören u. a. der Umbau der Mendelssohn-Remise in Berlin-Mitte (1948), die Reutersiedlung (1948–1952) in Bonn, das Ludwig-Georgs-Gymnasium (1951–1955) in Darmstadt. Taut war zudem Mitglied im 1949 gegründeten, sechsköpfigen Architekturausschuß für den Aufbau der Bundeshauptstadt Bonn. (Die weiteren Mitglieder waren Eugen Blanck, Konrad Rühl, Otto Ernst Schweizer, Hans Schwippert und Robert Vorhoelzer). 1964 erhielt er das Bundesverdienstkreuz.

## Neues Bauen
Die Idee des Neuen Bauens bestand vor allem darin, Architektur in ihrer Funktionalität sichtbar zu machen. Das bedeutete für Max Taut insbesondere, die Konstruktionsweise eines größeren Gebäudes durch das Zeigen und die auf der Fassade nicht kaschierte Rahmenkonstruktion. Für die innenarchitektonische Veränderung sorgte vor allem die Betonung der bis dahin als wenig gestaltungsfähig betrachteten Räume, wie den Speisekammern, Abseiten oder Liftschächten. Gerade in kleinen Wohnungen und Mehrfamilienhäusern wurden sie im Verhältnis zu den Treppenhäusern, die bereits im abgelösten Architekturdogma des Jugendstils schon betont wurden, weiter zur Geltung gebracht. Auch das bis dahin vornehmen Villen vorbehaltene Auflösen des streng rechtwinkligen Bauens beim Städtebau wurde als Demokratisierung der Architektur und Neue Urbanität verstanden. In den Romanen der Neuen Sachlichkeit wird dieser neue Baustil für die Protagonisten als identitätsstiftend benannt. Die von Max Taut, wagemutiger jedoch bei seinem Bruder Bruno, gepflegte Vorliebe für Heterotopien als der Suche nach räumlichen Alternativen ist die nachhaltigste Wirkung des Taut’schen Baustils.

## Werke (Auswahl)

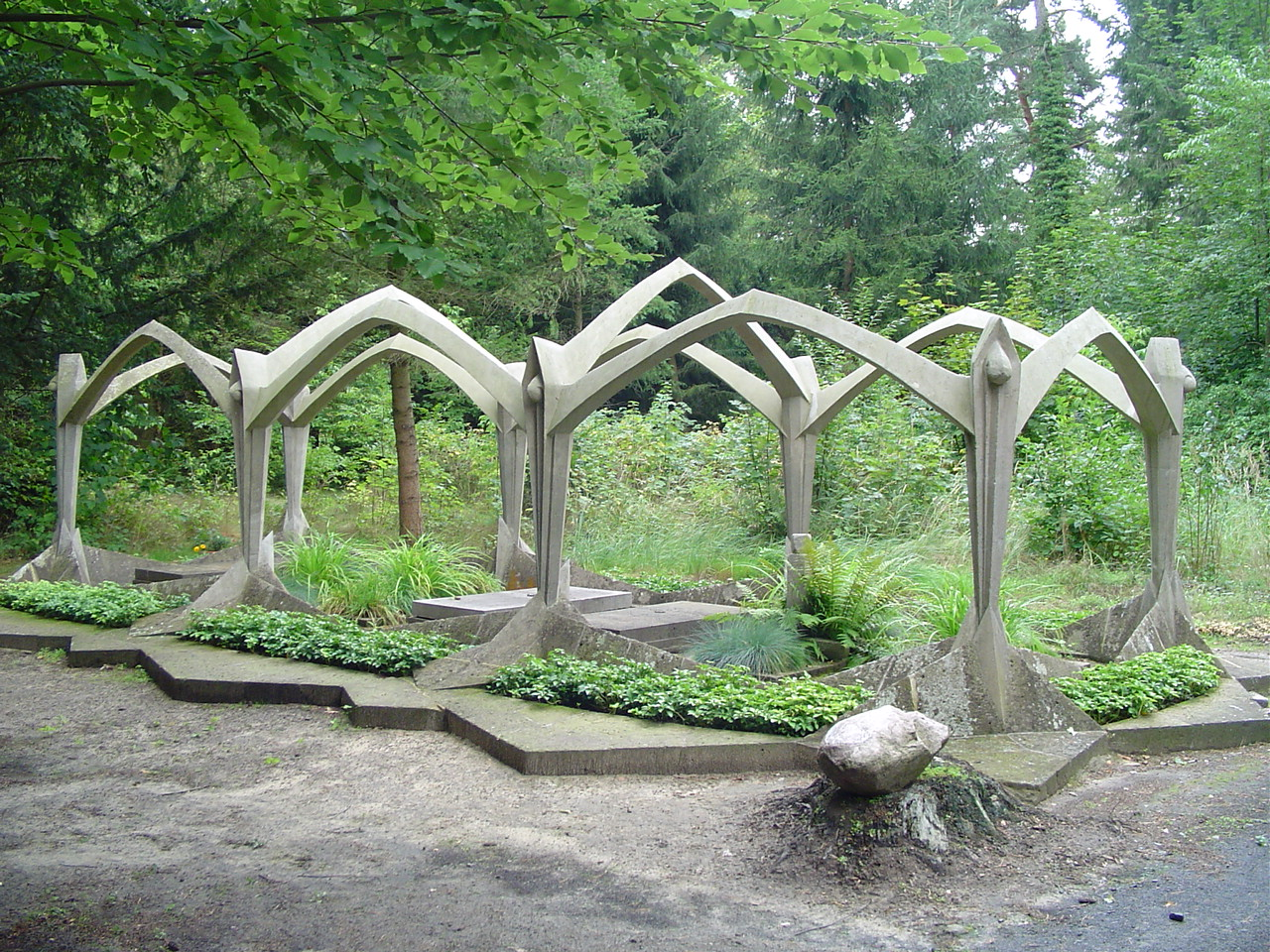
Expressionistisches Grabdenkmal für August Wissinger auf dem Südwestkirchhof Stahnsdorf (1921)

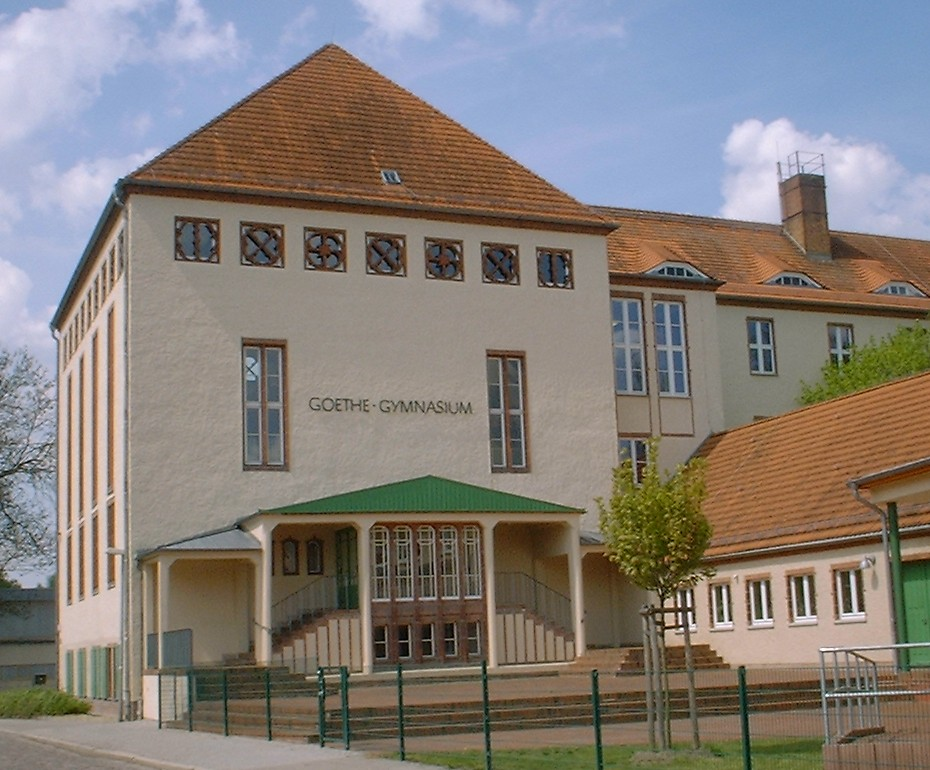
Goethe-Gymnasium in Nauen

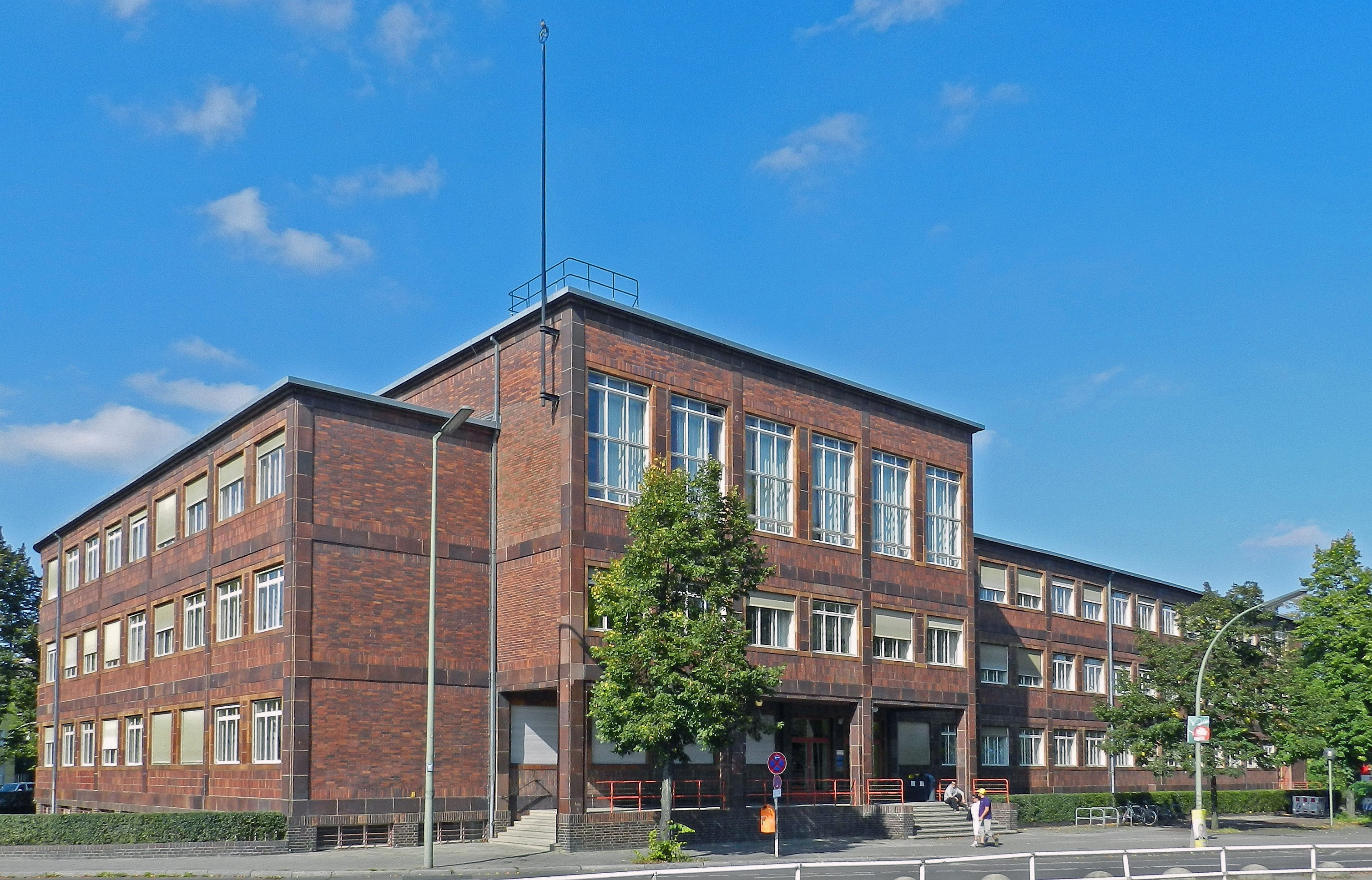
Reichsknappschaftshaus (1930) am Breitenbachplatz in Berlin-Wilmersdorf

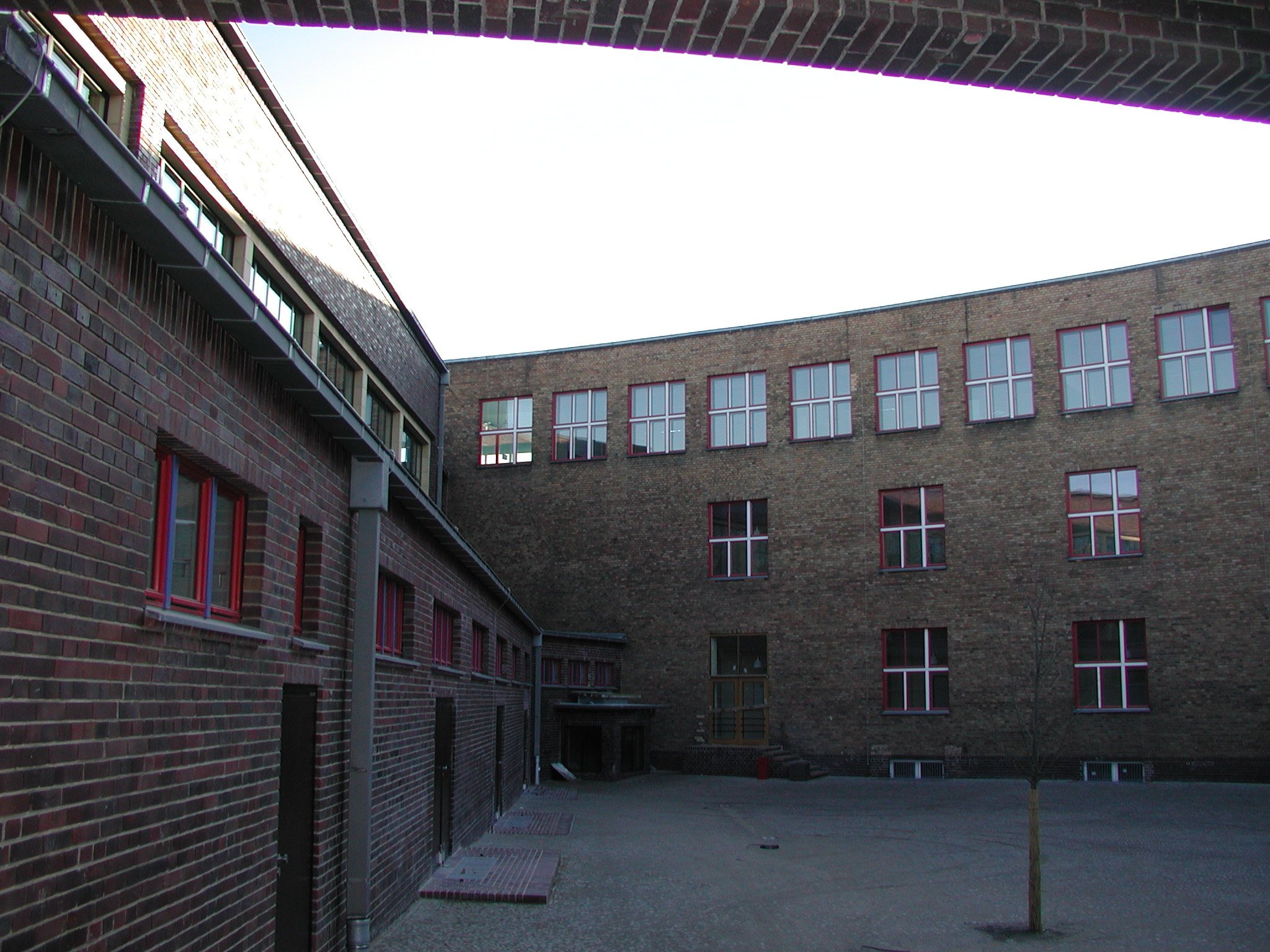
Innenhof des Schulkomplexes Schlichtallee/Fischerstraße in Berlin-Rummelsburg (1929–32)

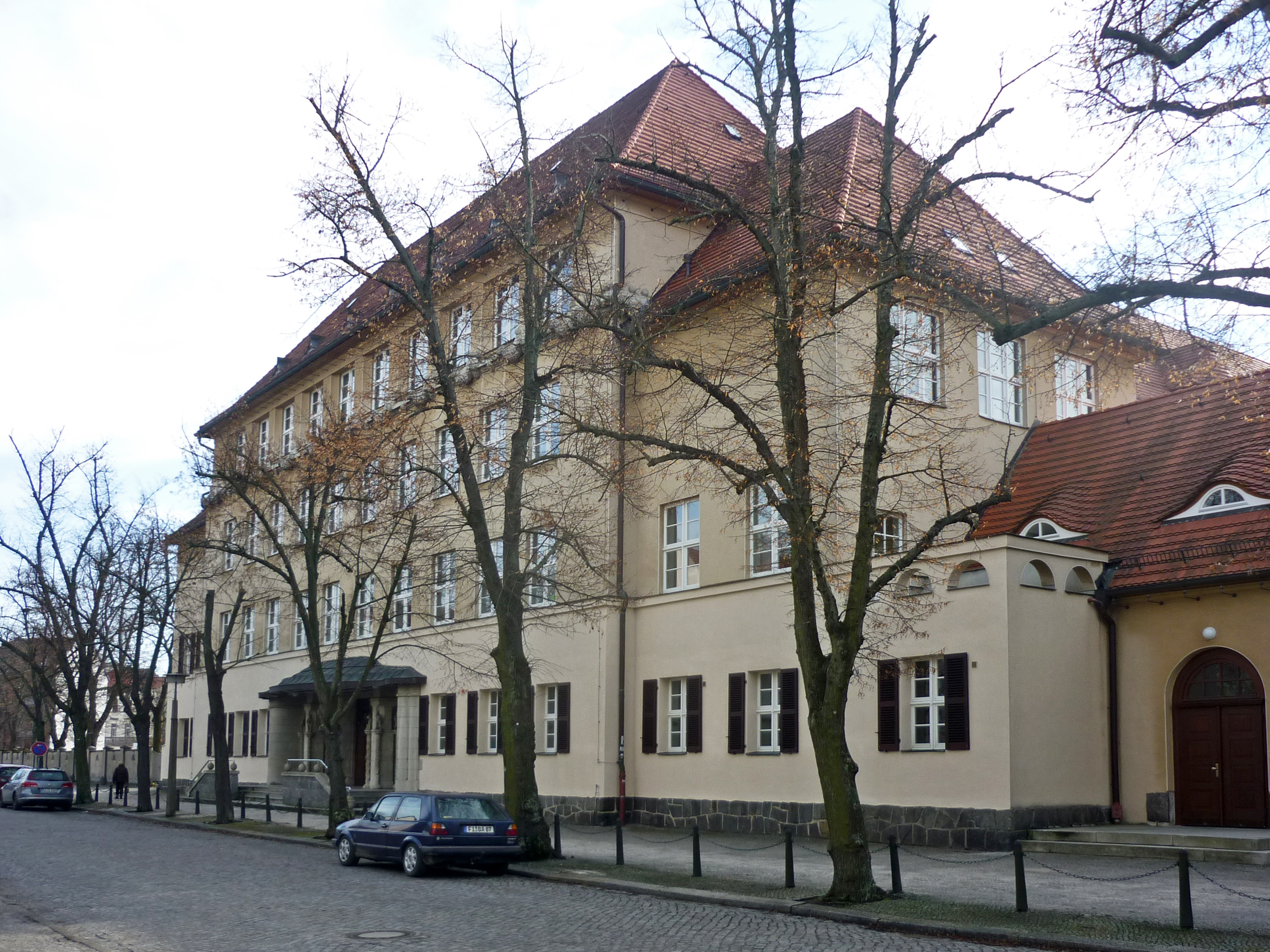
Gymnasium Finsterwalde (1912/13)

### Bauten
- Konfessionelle Knabenschule und Kinderheim in Finsterwalde (1913)
- Pavillon des Stahlwerksverbandes und des Vereins deutscher Brücken- und Eisenbaufabriken („Monument des Eisens“) für die Internationale Baufach-Ausstellung 1913 (mit Franz Hoffmann; 1913)[11]
- Kalksteinstele der Grabstätte von Erwin Reibedanz (1878–1919) auf dem Luisenstädtischen Friedhof in Berlin-Kreuzberg, Bergmannstraße (1919)
- Haus Müller (Bauherr) später „Karusel“ auf der Insel Hiddensee (1922–1923)
- Bundeshaus des Allgemeinen Deutschen Gewerkschaftsbundes in Berlin-Mitte, Wallstraße (1922–1923)[12]
- Haus des Allgemeinen Deutschen Gewerkschaftsbundes für die GeSoLei (1926)[13]
- Häuser Nr. 23/24 für die Ausstellung Die Wohnung des Deutschen Werkbundes (1927)[14]
- Zwei Häuser in der Weißenhofsiedlung in Stuttgart (1927)
- Ehemaliges Verbandshaus der Deutschen Buchdrucker in Berlin-Kreuzberg, Dudenstraße (1924–1926)[15][16]
- Oberlyzeum Dorotheenschule in Berlin-Köpenick, Oberspreestraße (1928–1929), heute (Stand 2015) Alexander-von-Humboldt-Gymnasium
- Gewerkschaftshaus Frankfurt am Main (1929–1931)
- Schulkomplex in Berlin-Rummelsburg, Schlichtallee/Fischerstraße  (1929–1932), heute (Stand 2022) Oberstufenzentrum Max-Taut-Schule
- Warenhaus der Konsumgenossenschaft Berlin und Umgegend (1929–1932) in Berlin-Kreuzberg, Oranienplatz
- Reichsknappschaftshaus am Breitenbachplatz in Berlin-Wilmersdorf, Rüdesheimer Straße (1930), im Bauhaus-Stil errichtetes Gebäude in Stahlskelettbauweise, Fassade mit Keramikplatten verkleidet, heute (Stand 2015) Lateinamerika-Institut der Freien Universität Berlin
- Berufsschule in der Calauer Straße in Senftenberg (1932/1933)[17]
- Mendelssohn-Remise in Berlin-Mitte, Jägerstraße (1948)
- Reutersiedlung in Bonn (1949–1952)
- Ludwig-Georgs-Gymnasium (1952–1955) in Darmstadt
- heutiges Goethe-Gymnasium (ehemals Realgymnasium) in Nauen
- Wohnhaus Methfesselstr. 45 und 49 in Berlin-Kreuzberg (1954–1955)[18]
- Wohnhaus Interbau 1957 in Berlin-Tiergarten (1957)[18]
- Zinkhüttensiedlung in Duisburg (1957–1963)[19]
- Umbau des Jagdschlosses Glienicke in Berlin-Wannsee, Königstraße (1963/64), bei dem in die beiden unteren Geschosse ein Glaserker eingefügt wurde
- Hauptkinderheim in Berlin-Kreuzberg, Ritterstraße (1964–67), Ausführung durch Fritz Bornemann und Hermann Mattern, heute (Stand 2015) Waldorfschule Kreuzberg

### Schriften
- Bauten und Pläne. Berlin 1927 (Nachdruck), Gebr. Mann Verlag, Berlin 1996, ISBN 3-7861-1866-3.
- Neues Bauen in Deutschland. In: Nemačka savremena likovna umetnost i arhitektura. [nemačke umetničke izložbe Beograd-Zagreb. 1931.] / Deutsche zeitgenössische Kunst und Architektur. [Deutsche Kunstausstellungen in Beograd und Zagreb. 1931.] Katalog. H. S. Hermann, Berlin 1931, OCLC 8747198 (serbokroatisch, deutsch).
- Berlin im Aufbau. Betrachtungen und Bilder. Aufbau-Verlag, Berlin 1946, DNB 455004528 (10 Bl.).